# Nome
Nome es una ciudad ubicada en el estado estadounidense de Alaska, en el Área censal de Nome, al sur de la península de Seward en el mar de Bering. Según el censo de 2020, la población de la ciudad era de 3 699 habitantes, frente a los 3 598 del censo de 2010. Nome fue incorporada en 1901 y durante un tiempo fue la ciudad más poblada de Alaska. Nome se encuentra dentro de la región de Bering Straits Native Corporation, que tiene su sede precisamente en Nome.

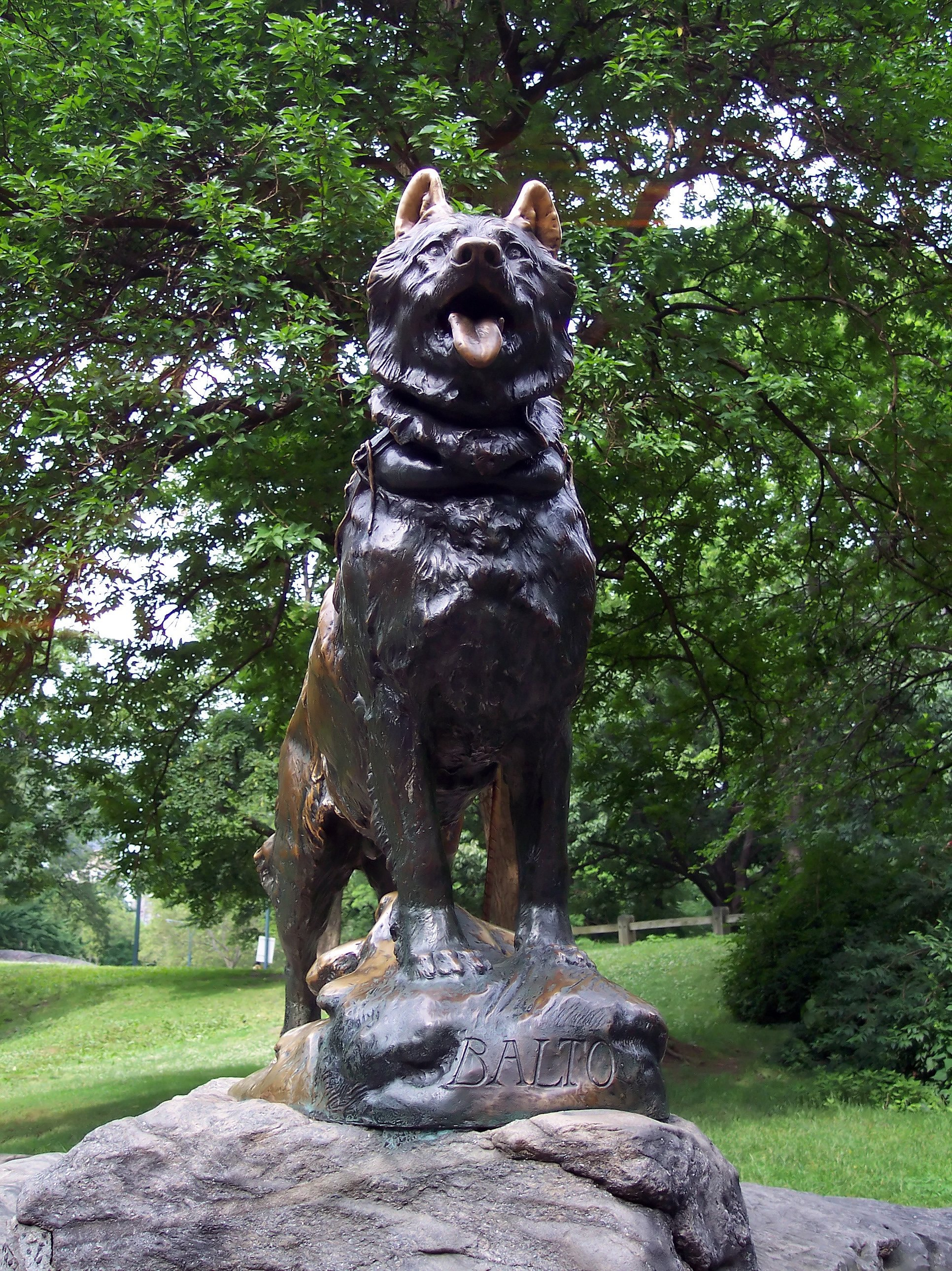
Estatua de Balto, 1925, Central Park, Nueva York

## Etimología
Se ignora el origen de la palabra Nome, si bien es evidente que está vinculada al cabo del mismo nombre, localizado 19 km al sur de la ciudad. 
Según algunos, fue Jafet Lindeberg minero y fundador del primer asentamiento, de origen noruego, quien eligió ese nombre en recuerdo del Valle de Nome (Nomedal) en Noruega. En esta hipótesis, el nombre del cabo proviene de la ciudad.
Otra versión sostiene que el Cabo Nome fue bautizado así por error, cuando un cartógrafo británico copió erróneamente en un mapa una anotación hecha por un oficial británico en un viaje por el estrecho de Bering. El oficial escribió "? Name" para indicar un cabo sin nombre. El cartógrafo entendió la anotación como "C. Nome", o Cabo Nome (Cape Nome), y usó el nombre en el mapa. El nombre del cabo, según este relato, daría origen al de la ciudad.
Ambas versiones, así como otra que relaciona la palabra con la supuesta expresión inuit; "No lo sé" (Kinonome), se repiten en numerosas publicaciones, pero ninguna de ella parece estar basada en alguna evidencia sólida. 
En febrero de 1899, los mineros locales y los comerciantes votaron para cambiar el nombre de Nome por Anvil City, debido a la confusión con Cape Nome, y con el río Nome. El servicio postal de los Estados Unidos rechazó el cambio. Los comerciantes aceptaron de mala gana regresar el nombre a Nome.
Durante la Prehistoria, Nome estaba habitada por nativos iñupiat. 
La zona llamó la atención de los colonos en 1898, cuando tres nórdicos estadounidenses descubrieron oro en las costas del océano de Nome, lo que provocó la fiebre del oro de Nome. En un año, la ciudad pasó de no existir a tener una población de unos 10 000 habitantes. La minería de oro continuó atrayendo colonos hasta principios del siglo XX, pero la población de la ciudad había disminuido considerablemente en 1910. Una serie de incendios y tormentas violentas destruyeron la mayoría de los edificios de la época de la fiebre del oro de Nome entre 1905 y 1974. En el invierno de 1925, una epidemia de difteria causó estragos entre los nativos de Alaska en la comarca de Nome. Las fuertes tormentas de nieve que afectaban a todo el territorio impedían la entrega por avión desde Anchorage de un suero de antitoxina diftérica que salvaría vidas. Para entregar el suero, se organizó una carrera de relevos, con equipos de trineos tirados por perros, que fue dirigida con éxito por los perros Balto y Togo. En la actualidad, la carrera de trineos tirados por perros Iditarod sigue el mismo recorrido que se siguió en 1925 y tiene su meta en Nome. 
En el siglo XXI, la economía de Nome sigue basándose en la minería del oro, que ahora se extrae principalmente en alta mar. La ciudad de Nome también reclama tener la mayor batea para lavar oro del mundo, aunque este récord ha sido cuestionado por la ciudad de Quesnel, en la Columbia Británica (Canadá).

## Clima
El clima de Nome, al igual que el de gran parte de Alaska, es subártico, caracterizado por inviernos muy largos y extremadamente fríos, con temperaturas que oscilan entre los -4 °C y los -20 °C. En verano, las aguas de la bahía del mar de Bering se descongelan y la temperatura suele ser agradable, con máximas que llegan hasta los 18 °C, aunque se han registrado picos de hasta 30 °C.
| Parámetros climáticos promedio de Nome (1991-2020)                                               | Parámetros climáticos promedio de Nome (1991-2020) | Parámetros climáticos promedio de Nome (1991-2020) | Parámetros climáticos promedio de Nome (1991-2020) | Parámetros climáticos promedio de Nome (1991-2020) | Parámetros climáticos promedio de Nome (1991-2020) | Parámetros climáticos promedio de Nome (1991-2020) | Parámetros climáticos promedio de Nome (1991-2020) | Parámetros climáticos promedio de Nome (1991-2020) | Parámetros climáticos promedio de Nome (1991-2020) | Parámetros climáticos promedio de Nome (1991-2020) | Parámetros climáticos promedio de Nome (1991-2020) | Parámetros climáticos promedio de Nome (1991-2020) | Parámetros climáticos promedio de Nome (1991-2020) |
| Mes                                                                                              | Ene.                                               | Feb.                                               | Mar.                                               | Abr.                                               | May.                                               | Jun.                                               | Jul.                                               | Ago.                                               | Sep.                                               | Oct.                                               | Nov.                                               | Dic.                                               | Anual                                              |
| ------------------------------------------------------------------------------------------------ | -------------------------------------------------- | -------------------------------------------------- | -------------------------------------------------- | -------------------------------------------------- | -------------------------------------------------- | -------------------------------------------------- | -------------------------------------------------- | -------------------------------------------------- | -------------------------------------------------- | -------------------------------------------------- | -------------------------------------------------- | -------------------------------------------------- | -------------------------------------------------- |
| Temp. máx. abs. (°C)                                                                             | 10.6                                               | 8.9                                                | 6.7                                                | 15.6                                               | 25.6                                               | 30                                                 | 30                                                 | 28.3                                               | 21.7                                               | 15                                                 | 10                                                 | 6.1                                                | 30                                                 |
| Temp. máx. media (°C)                                                                            | -10.4                                              | -8.4                                               | -8                                                 | -1.4                                               | 6.4                                                | 12.8                                               | 14.3                                               | 13.3                                               | 9.4                                                | 2.2                                                | -4.3                                               | -8.8                                               | 1.4                                                |
| Temp. media (°C)                                                                                 | -14.7                                              | -12.8                                              | -12.4                                              | -5.2                                               | 2.9                                                | 9.1                                                | 11.1                                               | 10.1                                               | 6.2                                                | -0.9                                               | -7.7                                               | -12.7                                              | -2.2                                               |
| Temp. mín. media (°C)                                                                            | -18.9                                              | -17.1                                              | -16.9                                              | -8.9                                               | -0.6                                               | 5.3                                                | 7.9                                                | 6.9                                                | 2.9                                                | -3.9                                               | -11                                                | -16.7                                              | -5.9                                               |
| Temp. mín. abs. (°C)                                                                             | -47.8                                              | -41.1                                              | -43.3                                              | -34.4                                              | -23.9                                              | -6.7                                               | -2.2                                               | -5                                                 | -12.8                                              | -23.3                                              | -39.4                                              | -41.1                                              | -47.8                                              |
| Precipitación total (mm)                                                                         | 23.9                                               | 25.1                                               | 18.8                                               | 18.8                                               | 22.6                                               | 25.1                                               | 59.7                                               | 81.8                                               | 55.9                                               | 46.7                                               | 32.3                                               | 26.7                                               | 437.4                                              |
| Nevadas (cm)                                                                                     | 36.3                                               | 38.4                                               | 26.2                                               | 18.3                                               | 6.1                                                | 0.5                                                | 0                                                  | 0                                                  | 1.3                                                | 13                                                 | 30.5                                               | 39.9                                               | 210.3                                              |
| Días de precipitaciones (≥ 0.01 in)                                                              | 10.0                                               | 10.4                                               | 8.8                                                | 7.9                                                | 8.8                                                | 8.7                                                | 12.6                                               | 14.8                                               | 13.6                                               | 12.9                                               | 11.0                                               | 11.4                                               | 130.9                                              |
| Días de nevadas (≥ 0.1 in)                                                                       | 10.9                                               | 11.1                                               | 9.8                                                | 7.5                                                | 2.8                                                | 0.2                                                | 0.0                                                | 0.0                                                | 0.8                                                | 5.5                                                | 10.7                                               | 12.2                                               | 71.5                                               |
| Horas de sol                                                                                     | 62.2                                               | 104.1                                              | 205.0                                              | 245.3                                              | 290.3                                              | 275.3                                              | 250.3                                              | 178.1                                              | 153.6                                              | 116.7                                              | 66.4                                               | 53.0                                               | 2000.3                                             |
| Humedad relativa (%)                                                                             | 72.3                                               | 69.4                                               | 70.6                                               | 73.7                                               | 73.7                                               | 74.1                                               | 78.5                                               | 79.7                                               | 75.1                                               | 74.1                                               | 74.5                                               | 71.6                                               | 73.9                                               |
| Fuente: NOWData - NOAA Online Weather Data Humedad relativa (1981-2010) Horas de sol (1961-1990) |                                                    |                                                    |                                                    |                                                    |                                                    |                                                    |                                                    |                                                    |                                                    |                                                    |                                                    |                                                    |                                                    |

## La gran carrera de la Misericordia
En el invierno de 1925 la ciudad sufrió una epidemia de difteria. El clima impidió que se pudiera traer ayuda por aeroplano, así que un grupo de perros de trineo fue organizado para viajar hasta Nenana y regresar con las medicinas. Para conmemorar este histórico evento, conocido como la gran carrera de la Misericordia, cada año se organiza una carrera de trineos de perros. El conductor del trineo en el último lapso fue Gunnar Kaasen, y el perro capitán del trineo fue Balto. Una estatua de Balto se localiza cerca del zoológico en Central Park, en la ciudad de Nueva York. Leonhard Seppala corrió el penúltimo y más largo tramo del recorrido, y su perro, Togo, es considerado como el héroe olvidado del recorrido a Nome. Otro de sus perros, Fritz, es preservado en exhibición en el Museo Memorial Carrie M. McLain en Nome.

## Comunicación
En Nome se encuentran dos estaciones de radio, la KNOM (780 AM, 96.1 FM) y la KICY (850 AM, 100.3 FM), más una repetidora de la KSKA, K216BN, en 91.3 FM de Anchorage.
La televisión por cable y el internet de banda ancha son ofrecidos por GCI, que ofrece todos los canales populares, más algunos de las estaciones televisivas de Anchorage. También aquí hay tres estaciones televisivas, K09OW canal 9, y K13UG canal 13.
Nome es también el lugar de origen del periódico más antiguo de Alaska, el Nome Nugget.